# Bruno Essoh Yedoh
Bruno Essoh Yedoh (ur. 17 lutego 1963 w Orbaff) – duchowny katolicki z Wybrzeża Kości Słoniowej, biskup Bondoukou od 2019.

## Życiorys

### Prezbiterat
Święcenia kapłańskie otrzymał 8 grudnia 1990 i został inkardynowany do diecezji Yopougon. Po święceniach przez kilka lat pracował jako wykładowca w diecezjalnych seminariach. Po odbytych w Paryżu studiach filozoficznych przez dwa lata był kapelanem szkół w Dabou. Od 2000 pełnił funkcję proboszcza w kilku parafiach (m.in. w Niangon). W 2016 mianowany wikariuszem generalnym diecezji.

### Episkopat
28 czerwca 2019 papież Franciszek mianował go biskupem ordynariuszem diecezji Bondoukou. Sakry udzielił mu 28 września 2019 kardynał Jean-Pierre Kutwa.